# The Raven (Holiday World)
The Raven in Holiday World (Santa Claus, Indiana, USA) ist eine Holzachterbahn des Herstellers Custom Coasters International, die am 6. Mai 1995 eröffnet wurde. Sie wurde von dem Konstrukteur Larry Bill entworfen. Der Streckenlauf wurde an das Gelände angepasst und durchfährt den Wald.

## Züge
The Raven besitzt zwei Züge des Herstellers Philadelphia Toboggan Coasters mit jeweils sechs Wagen. In jedem Wagen können vier Personen (zwei Reihen à zwei Personen) Platz nehmen. Ursprünglich war Raven mit nur einem Zug ausgestattet. Zur Saison 2005 wurden eine Transferschiene sowie ein zweiter Zug hinzugefügt. Die Fahrgäste müssen mindestens 1,22 m groß sein, um mitfahren zu dürfen. Als Rückhaltesystem kommen individuell einrastende Schoßbügel und Sicherheitsgurte zum Einsatz.

## Unfall
Am 31. Mai 2003 starb eine Frau aus New York City, nachdem sie aus dem Wagen fiel, der sich zum Zeitpunkt an der 21 Meter hohen Abfahrt befand. Zeugen berichteten den Ermittlern, dass die Frau aufstand, als sich der Zug der Abfahrt näherte. Die Ermittlung nach dem Unfall zeigte, dass das Rückhaltesystem ordnungsgemäß funktionierte. Das Untersuchungsbüro stufte den Tod als Unfall ein.